# Pachyserica interruptolineata
Pachyserica interruptolineata är en skalbaggsart som beskrevs av Ahrens 2006. Pachyserica interruptolineata ingår i släktet Pachyserica och familjen Melolonthidae. Inga underarter finns listade i Catalogue of Life.